# Élections municipales de 1989 dans la Somme
Les élections municipales ont eu lieu les 12 et 19 mars 1989 dans la Somme.
Elles sont marquées par un fort recul du PCF qui perd Amiens (la dernière préfecture gérée par un communiste) et plusieurs grandes ou petites villes du département (Albert, Péronne ou Ham) soit la moitié de ses mairies de plus de 2 000 habitants. A l'inverse, le PS ne s'en sort pas si mal. Malgré les pertes de Corbie et Saint-Valery-sur-Somme, il fait tomber Max Lejeune à Abbeville (à la tête de la ville depuis 1947) et remporte quelques plus petites communes.
La droite est la grande gagnante de ses élections avec les victoires de nouvelles personnalités comme Gilles de Robien à Amiens ou Stéphane Demilly à Albert.

## Maires sortants et maires élus
Les maires élus à la suite des élections municipales dans les communes de plus de 2 000 habitants :
| Commune                | Population | Maire sortant      | Parti | Parti   | Maire élu          | Parti | Parti    |
| ---------------------- | ---------- | ------------------ | ----- | ------- | ------------------ | ----- | -------- |
| Abbeville              | 24 915     | Max Lejeune        |       | UDF-PSD | Jacques Becq       |       | PS       |
| Ailly-sur-Noye         | 2 596      | Philippe Verhoye   |       |         | Philippe Verhoye   |       |          |
| Ailly-sur-Somme        | 3 972      | Serge François     |       | PCF     | Francis Fouquet    |       | DVD      |
| Airaines               | 2 385      | Jean Vérité *      |       | DVG     | Jean-Luc Lefbvre   |       | PS       |
| Albert                 | 10 894     | Claude Landas      |       | PCF     | Stéphane Demilly   |       | UDF-PSD  |
| Amiens                 | 131 332    | René Lamps         |       | PCF     | Gilles de Robien   |       | UDF-PR   |
| Ault                   | 2 058      | Michel Couillet    |       | PCF     | Michel Couillet    |       | PCF      |
| Beauval                | 2 274      | Françoise Boulogne |       | DVD     | Françoise Boulogne |       | DVD      |
| Boves                  | 3 146      | Gervais Leprêtre   |       |         | Gervais Leprêtre   |       |          |
| Camon                  | 4 214      | Albert Becard      |       | PCF     | Albert Becard      |       | PCF      |
| Cayeux-sur-Mer         | 2 649      | Alphonse Marseille |       | UDF-PSD | Alphonse Marseille |       | UDF-Rad  |
| Corbie                 | 6 176      | Jean Truquin       |       | PS      | Alain Babaut       |       | DVD      |
| Le Crotoy              | 2 347      | Jean-Louis Wadoux  |       | RPR     | Jean-Louis Wadoux  |       | RPR      |
| Doullens               | 7 054      | Jacques Mossion    |       | UDF-CDS | Jacques Mossion    |       | UDF-CDS  |
| Eppeville              | 2 193      | Jean Boitel        |       | PS      | Jean Boitel        |       | PS       |
| Feuquières-en-Vimeu    | 2 499      | Marius Fustier     |       | DVG     | Marius Fustier     |       | DVG      |
| Flixecourt             | 3 276      | Roger Godard*      |       | PCF     | René Lognon        |       | PCF      |
| Fressenneville         | 2 487      | Noël Ricouard      |       | PCF     | Noël Ricouard      |       | PCF      |
| Friville-Escarbotin    | 4 844      | Guy Roussel        |       | PCF     | Guy Roussel        |       | PCF      |
| Gamaches               | 3 270      | Jacques Pecquery   |       | PCF     | Jacques Pecquery   |       | PCF      |
| Ham                    | 6 041      | Jean Goubet        |       | PCF     | Marc Bonef         |       | RPR      |
| Longueau               | 5 309      | Joël Brunet        |       | PCF     | Joël Brunet        |       | PCF      |
| Mers-les-Bains         | 3 945      | Roland Jouault     |       | PCF     | Gisèle Coiffier    |       | PS       |
| Montdidier             | 6 194      | Guy Floury         |       | DVG     | Guy Floury         |       | DVG      |
| Moreuil                | 4 203      | Daniel Fournier    |       | PS      | Daniel Fournier    |       | PS       |
| Nesle                  | 2 643      | Jacques Gronnier   |       | DVD     | Jack Pinçonnet     |       | PS       |
| Poix-de-Picardie       | 2 267      | Pierre Daniel      |       | DVD     | Pierre Daniel      |       | DVD      |
| Péronne                | 9 129      | Édouard Guilbeau   |       | PCF     | Jean-Pierre Vienot |       | RPR      |
| Rivery                 | 3 287      | René Carouge       |       | Rénov.  | René Carouge       |       | Rénov.   |
| Rosières-en-Santerre   | 2 985      | Christian Caron    |       | PS      | Christian Caron    |       | PS       |
| Roye                   | 6 650      | Jacques Fleury     |       | PS      | Jacques Fleury     |       | PS       |
| Rue                    | 3 170      | Charles Deloge     |       | DVD     | Charles Deloge     |       | DVD      |
| Saint-Ouen             | 2 011      |                    |       |         |                    |       |          |
| Saint-Valery-sur-Somme | 2 935      | Gilbert Gauthé     |       | PS      | Pierre Dingremont  |       | App. UDF |
| Saleux                 | 2 069      | Guy Leulier        |       | PCF     | Michel Decouture   |       | DVD      |
| Salouël                | 3 061      | Jean Letellier     |       | SE      | Jean Letellier     |       | SE       |
| Vignacourt             | 2 369      | Michel Hubau       |       |         | Jean-Michel Uri    |       |          |
| Villers-Bretonneux     | 3 347      | Hubert Lelieur     |       | DVD     | Hubert Lelieur     |       | DVD      |
| * Ne se représente pas |            |                    |       |         |                    |       |          |

### Résultats en nombre de mairies
| Partis | Partis                             | Maires sortants | Maires élus | Évolution     |
| ------ | ---------------------------------- | --------------- | ----------- | ------------- |
|        | Parti socialiste                   | 6               | 8           | 2             |
|        | Parti communiste français          | 14              | 7           | 7             |
|        | Divers gauche                      | 3               | 2           | 1             |
|        | Communistes rénovateurs            | 1               | 1           | en stagnation |
| Gauche | Gauche                             | 24              | 18          | 6             |
|        |                                    |                 |             |               |
|        | Divers droite                      | 5               | 7           | 2             |
|        | Union pour la démocratie française | 3               | 5           | 2             |
|        | Rassemblement pour la République   | 1               | 3           | 2             |
| Droite | Droite                             | 9               | 15          | 6             |
|        |                                    |                 |             |               |
|        | Sans étiquette                     | 1               | 1           | en stagnation |
|        | Non déterminés                     | 4               | 4           | en stagnation |
| Divers | Divers                             | 5               | 5           | en stagnation |
|        |                                    |                 |             |               |
| Total  | Total                              | 38              | 38          |               |

## Résultats

### Abbeville
Maire sortant : Max Lejeune (UDF-PSD)
35 sièges à pourvoir
| Tête de liste                               | Tête de liste   | Liste           | Premier tour | Premier tour | Second tour | Second tour | Sièges |  |
| Tête de liste                               | Tête de liste   | Liste           | Voix         | %            | Voix        | %           | CM     |  |
| ------------------------------------------- | --------------- | --------------- | ------------ | ------------ | ----------- | ----------- | ------ |  |
|                                             | Max Lejeune*    | UDF - RPR - DVD | 4 665        | 37,43        | 5 901       | 44,38       | 8      |  |
| Union de la droite                          |                 |                 | 4 665        | 37,43        | 5 901       | 44,38       | 8      |  |
|                                             | Jacques Becq    | PS - MRG - DVG  | 2 439        | 27,59        | 6 045       | 45,46       | 26     |  |
| Liste de la majorité présidentielle         |                 |                 | 2 439        | 27,59        | 6 045       | 45,46       | 26     |  |
|                                             | Chantal Leblanc | PCF             | 2 119        | 17,00        | 6 045       | 45,46       | 26     |  |
| Liste de rassemblement présentée par le PCF |                 |                 | 2 119        | 17,00        | 6 045       | 45,46       | 26     |  |
|                                             | Patrick Mignot  | DVD - RPR diss. | 2 238        | 17,96        | 1 349       | 10,14       | 1      |  |
| Liste indépendante                          |                 |                 | 2 238        | 17,96        | 1 349       | 10,14       | 1      |  |
|                                             |                 |                 |              |              |             |             |        |  |
| Inscrits                                    | Inscrits        | Inscrits        | 16 791       | 100,00       | 16 790      | 100,00      |        |  |
| Abstentions                                 | Abstentions     | Abstentions     | 3 924        | 23,36        | 3 233       | 19,25       |        |  |
| Votants                                     | Votants         | Votants         | 12 867       | 76,64        | 13 557      | 80,75       |        |  |
| Blancs et nuls                              | Blancs et nuls  | Blancs et nuls  | 406          | 3,16         | 262         | 1,93        |        |  |
| Exprimés                                    | Exprimés        | Exprimés        | 12 461       | 96,84        | 13 295      | 98,07       |        |  |
| * Maire sortant                             |                 |                 |              |              |             |             |        |  |

### Amiens
Maire sortant : René Lamps (PCF)
55 sièges à pourvoir
| Tête de liste                               | Tête de liste     | Liste                  | Premier tour | Premier tour | Second tour | Second tour | Sièges |  |
| Tête de liste                               | Tête de liste     | Liste                  | Voix         | %            | Voix        | %           | CM     |  |
| ------------------------------------------- | ----------------- | ---------------------- | ------------ | ------------ | ----------- | ----------- | ------ |  |
|                                             | Gilles de Robien  | UDF - RPR - CNIP - DVD | 21 259       | 40,99        | 30 791      | 55,87       | 43     |  |
| Union de l'opposition                       |                   |                        | 21 259       | 40,99        | 30 791      | 55,87       | 43     |  |
|                                             | René Lamps*       | PCF - PSU              | 14 376       | 27,71        | 24 315      | 44,12       | 12     |  |
| Liste de rassemblement présentée par la PCF |                   |                        | 14 376       | 27,71        | 24 315      | 44,12       | 12     |  |
|                                             | Serge Delignières | PS - MRG - DVG         | 9 608        | 18,52        | 24 315      | 44,12       | 12     |  |
| Liste de la majorité présidentielle         |                   |                        | 9 608        | 18,52        | 24 315      | 44,12       | 12     |  |
|                                             | Yves Dupille      | FN                     | 4 138        | 7,97         |             |             |        |  |
| Front national                              |                   |                        | 4 138        | 7,97         |             |             |        |  |
|                                             | Dru               | LCR - FGA              | 1 407        | 2,71         |             |             |        |  |
| Nouvelle gauche                             |                   |                        | 1 407        | 2,71         |             |             |        |  |
|                                             | Garet             | ADD                    | 1 074        | 2,07         |             |             |        |  |
| Association des démocrates                  |                   |                        | 1 074        | 2,07         |             |             |        |  |
|                                             |                   |                        |              |              |             |             |        |  |
| Inscrits                                    | Inscrits          | Inscrits               | 76 554       | 100,00       | 76 639      | 100,00      |        |  |
| Abstentions                                 | Abstentions       | Abstentions            | 23 730       | 30,99        | 19 755      | 25,77       |        |  |
| Votants                                     | Votants           | Votants                | 52 824       | 69,01        | 56 884      | 74,23       |        |  |
| Blancs et nuls                              | Blancs et nuls    | Blancs et nuls         | 962          | 1,82         | 1778        | 3,13        |        |  |
| Exprimés                                    | Exprimés          | Exprimés               | 51 862       | 98,18        | 55 106      | 96,87       |        |  |
| * Maire sortant                             |                   |                        |              |              |             |             |        |  |

### Doullens
Maire sortant : Jacques Mossion  (DVD)
29 sièges à pourvoir
| Tête de liste   | Tête de liste      | Liste           | Premier tour | Premier tour | Sièges |  |
| Tête de liste   | Tête de liste      | Liste           | Voix         | %            | CM     |  |
| --------------- | ------------------ | --------------- | ------------ | ------------ | ------ |  |
|                 | Jacques Mossion    | UDF - DVD - RPR | 1 755        | 51,13        | 22     |  |
|                 |                    |                 | 1 755        | 51,13        | 22     |  |
|                 | Guy de Saint Amour | MRG - PS - DVG  | 1 677        | 48,87        | 7      |  |
|                 |                    |                 | 1 677        | 48,87        | 7      |  |
|                 |                    |                 |              |              |        |  |
| Inscrits        | Inscrits           | Inscrits        | 4 709        | 100,00       |        |  |
| Abstentions     | Abstentions        | Abstentions     | 1 359        | 29,69        |        |  |
| Votants         | Votants            | Votants         | 3 741        | 70,31        |        |  |
| Blancs et nuls  | Blancs et nuls     | Blancs et nuls  | 309          | 10,34        |        |  |
| Exprimés        | Exprimés           | Exprimés        | 3 432        | 89,66        |        |  |
| * Maire sortant |                    |                 |              |              |        |  |